# Fred Kavli
Fred Kavli, född 20 augusti 1927 i Eresfjord i Møre og Romsdal fylke, död 21 november 2013 i Santa Barbara i Kalifornien, var en norsk-amerikansk fysiker, uppfinnare, affärsman och filantrop. 
Fred Kavli växte upp på en bondgård i Eresfjord i Romsdal i Norge, och finansierade sina högskolestudier genom att sälja ved under kriget. Kavli utvandrade till USA 1956 och startade Kavlico Corporation i Moorpark i Kalifornien. År 2000 sålde han sitt företagsimperium inom flyg- och bränsleteknik för 340 miljoner dollar.
År 2011 utnämndes han till hedersdoktor vid universitetet i Oslo.

## Kavlipriset
År 2008 instiftade han Kavlipriset på en miljon dollar som delas ut till forskare i astrofysik, neurovetenskap och nanoteknik. De första pristagarna tillkännagavs 28 maj 2008, samtidigt i Oslo och vid öppnandet av World Science Festival i New York. Det första priset i astrofysik gick till Maarten Schmidt och Donald Lynden-Bell. Priset i nanovetenskap gick till Louis E. Brus och Sumio Iijima och priset i neurovetenskap gick till Pasko Rakic, Thomas Jessell och Sten Grillner.
2010 års pris i astrofysik gick till Jerry Nelson, Ray Wilson och Roger Angel. Priset i nanovetenskap gick till Donald M. Eigler och Nadrian Seeman, medan priset i neurovetenskap gick till Thomas Südhof, Richard Scheller och James Rothman.
2012 års pristagare tillkännagavs 31 maj. I astrofysik gick priset till David C. Jewitt, Jane X. Luu och Michael E. Brown. Priset i nanovetenskap gick till Mildred Dresselhaus och priset i neurovetenskap togs emot av Cornelia Isabella Bargmann, Winfried Denk och Ann M. Graybiel.